# Campionat del món d'escacs per equips
El Campionat del món d'escacs per equips és una competició d'escacs internacional, en què hi participen deu seleccions nacionals d'entre les federacions d'escacs més fortes de cada continent.

## Quadre de resultats (resumit)

### Equips masculins: Quadre d'honor
| Any  | Lloc                               | Or | Argent | Bronze |
| 1985 | Suïssa Lucerna · Detalls           | Unió Soviètica · Anatoli Kàrpov · Artur Iussúpov · Rafael Vaganian · Andrei Sokolov · Aleksandr Beliavsky · Vassili Smislov · Aleksandr Txernín · Lev Polugaievski | Hongria · Lajos Portisch · Zoltán Ribli · Gyula Sax · Josef Pinter · András Adorján · Ivan Farago · István Csom · Atilla Groszpeter   | Anglaterra · Anthony Miles · John Nunn · Jonathan Speelman · Nigel Short · Jonathan Mestel · Murray Chandler · James Plaskett · Glenn Flear |
| 1989 | Suïssa Lucerna · Detalls           | Unió Soviètica · Anatoli Kàrpov · Aleksandr Beliavski · Jaan Ehlvest · Rafael Vaganian · Vasil Ivantxuk · Mikhaïl Gurévitx                                         | RF Iugoslàvia · Ljubomir Ljubojević · Predrag Nikolić · Petar Popović · Dragoljub Velimirović · Božidar Ivanović · Branko Damljanović | Anglaterra · Nigel Short · Jonathan Speelman · John Nunn · Murray Chandler · Michael Adams · Julian Hodgson                                 |
| 1993 | Suïssa Lucerna · Detalls           | Estats Units · Gata Kamsky · Alex Yermolinsky · Borís Gulko · Gregory Kaidanov · Joel Benjamin · Larry Christiansen                                                | Ucraïna · Vassil Ivantxuk · Volodímir Malaniuk · Oleg Romànixin · Vladímir Tukmakov · Viacheslav Eingorn · Arthur Frolov              | Rússia · Vladímir Kràmnik · Aleksandr Khalifman · Ievgueni Baréiev · Serguei Dolmàtov · Aleksei Dréiev · Aleksei Vijmanavin                 |
| 1997 | Suïssa Lucerna · Detalls           | Rússia · Ievgueni Baréiev · Piotr Svídler · Aleksandr Khalifman · Serguei Rublevski · Aleksei Dréiev · Vadim Zviàguintsev                                          | Estats Units · Alex Yermolinsky · Joel Benjamin · Borís Gulko · Nick De Firmian · Gregory Kaidanov · Larry Christiansen               | Armènia · Vladímir Akopian · Rafael Vaganian · Sembat Lputian · Artaixès Minassian · Aixot Anastassian · Melikset Khatxian                  |
| 2001 | Armènia Yerevan · Detalls          | Ucraïna · Vassil Ivantxuk · Ruslan Ponomariov · Vladímir Baklan · Viacheslav Eingorn · Oleg Romànixin · Vadim Malakhatko                                           | Rússia · Piotr Svídler · Aleksei Dréiev · Aleksandr Grisxuk · Serguei Rublevski · Konstantín Sakàiev · Aleksandr Motylev              | Armènia · Vladímir Akopian · Rafael Vaganian · Sembat Lputian · Karèn Asrian · Aixot Anastassian · Artaixès Minassian                       |
| 2005 | Israel Beerxeba · Detalls          | Rússia · Piotr Svídler · Aleksei Dréiev · Aleksandr Grisxuk · Aleksandr Morozévitx · Ievgueni Baréiev · Serguei Rublevski                                          | R.P. de la Xina · Bu Xiangzhi · Zhang Pengxiang · Ni Hua · Zhao Jun · Jianchao Zhou · Liang Chong                                     | Armènia · Levon Aronian · Vladímir Akopian · Karèn Asrian · Rafael Vaganian · Sembat Lputian · Aixot Anastassian                            |
| 2009 | Turquia Bursa · Detalls            | Rússia · Aleksandr Grisxuk · Dmitri Iakovenko · Aleksandr Morozévitx · Ievgueni Tomaixevski · Vladímir Malakhov · Nikita Vitiúgov                                  | Estats Units · Hikaru Nakamura · Aleksandr Onischuk · Yuri Shulman · Varuzhan Akobian · Robert Hess · Ray Robson                      | Índia · Pendyala Harikrishna · Surya Shekhar Ganguly · Krishnan Sasikiran · Geetha Narayanan Gopal · Arun Prasad · B.Adhiban                |
| 2011 | R.P. de la Xina · Ningbo · Detalls | Armènia · Levon Aronian · Serguei Movsessian · Vladímir Akopian · Gabriel Sargissian · Robert Hovhannisyan                                                         | R.P. de la Xina · Wang Hao · Wang Yue · Chao Li · Yu Yangyi · Liren Ding                                                              | Ucraïna · Vassil Ivantxuk · Pàvel Eliànov · Zahar Efimenko · Oleksandr Moissèienko · Oleksandr Aresxenko                                    |
| 2013 | Antalya Detalls                    | Rússia · Vladímir Kràmnik · Serguei Kariakin · Aleksandr Grisxuk · Ian Nepómniasxi · Nikita Vitiúgov                                                               | R.P. de la Xina · Li Chao · Ding Liren · Wang Yue · Bu Xiangzhi · Yu Yangyi                                                           | Ucraïna · Vassil Ivantxuk · Anton Kórobov · Oleksandr Moissèienko · Iuri Krivorutxko · Oleksandr Aresxenko                                  |
| 2015 | Tsakhkadzor Detalls                | R.P. de la Xina · Ding Liren · Yu Yangyi · Bu Xiangzhi · Wei Yi · Wang Chen                                                                                        | Ucraïna · Ruslan Ponomariov · Vassil Ivantxuk · Pàvel Eliànov · Iuri Krivorutxko · Oleksandr Moissèienko                              | Armènia · Levon Aronian · Gabriel Sargissian · Sergei Movsesian · Vladímir Akopian · Hrant Melkumyan                                        |
| 2017 | Khanti-Mansisk Detalls             | R.P. de la Xina · Ding Liren · Yu Yangyi · Wei Yi · Li Chao · Wen Yang                                                                                             | Rússia · Piotr Svídler · Ian Nepómniasxi · Nikita Vitiúgov · Maxim Matlakov · Vladimir Fedoseev                                       | Polònia · Radosław Wojtaszek · Jan-Krzysztof Duda · Kacper Piorun · Mateusz Bartel · Grzegorz Gajewski                                      |
| 2019 | Astana Detalls                     | Rússia · Serguei Kariakin · Ian Nepómniasxi · Aleksandr Grisxuk · Dmitri Andreikin · Vladislav Artemiev                                                            | Anglaterra · Michael Adams · Luke McShane · David Howell · Gawain Jones · Jon Speelman                                                | R.P. de la Xina · Ding Liren · Yu Yangyi · Wei Yi · Bu Xiangzhi · Ni Hua                                                                    |
| 2022 | Jerusalem Detalls                  | R.P. de la Xina | Uzbekistan | Espanya |

### Equips femenins: Quadre d'honor
| Any  | Lloc                               | Or | Argent | Bronze                                                                                                |
| 2007 | Rússia Iekaterinburg · Detalls     | R.P. de la Xina · Hou Yifan · Zhao Xue · Shen Yang · Ruan Lufei · Huang Qian                            | Rússia · Tatiana Kossíntseva · Nadejda Kossíntseva · Ekaterina Kovalévskaia · Iekaterina Kórbut · Yelena Tairova | Ucraïna · Katerina Lahnó · Anna Uixénina · Inna Gaponenko · Tatyana Vasilevich · Oksana Vozovic       |
| 2009 | R.P. de la Xina · Ningbo · Detalls | R.P. de la Xina · Hou Yifan · Zhao Xue · Shen Yang · Ju Wenjun · Huang Qian                             | Rússia · Tatiana Kossíntseva · Nadejda Kossíntseva · Ekaterina Kovalévskaia · Marina Romanko · Valentina Gúnina  | Ucraïna · Anna Uixénina · Natàlia Júkova · Inna Yanovska · Maria Muzychuk · Natalya Zdebska           |
| 2011 | Mardin Detalls                     | R.P. de la Xina · Hou Yifan · Ju Wenjun · Zhao Xue · Tan Zhongyi · Zhang Xiaowen                        | Rússia · Nadejda Kossíntseva · Tatiana Kossíntseva · Aleksandra Kosteniuk · Valentina Gúnina · Natàlia Pogonina  | Geòrgia · Nana Dzagnidze · Lela Javakhishvili · Bela Khotenashvili · Nino Khurtsidze · Salome Melia   |
| 2013 | Astanà Detalls                     | Ucraïna · Katerina Lahnó · Anna Uixénina · Maria Muzitxuk · Natàlia Júkova · Inna Gaponenko             | R.P. de la Xina · Ju Wenjun · Huang Qian · Tan Zhongyi · Guo Qi · Shen Yang                                      | Rússia · Valentina Gúnina · Aleksandra Kosteniuk · Natàlia Pogonina · Alissa Gal·liàmova · Olga Girja |
| 2015 | Chengdu Detalls                    | Geòrgia · Bela Khotenashvili · Lela Javakhishvili · Meri Arabidze · Nino Batsiashvili · Salome Melia    | Rússia · Valentina Gúnina · Aleksandra Kosteniuk · Natalija Pogonina · Aleksandra Goriàtxkina · Olga Girya       | R.P. de la Xina · Ju Wenjun · Tan Zhongyi · Shen Yang · Lei Tingjie · Ding Yixin                      |
| 2017 | Khanti-Mansisk Detalls             | Rússia · Aleksandra Kosteniuk · Katerina Lahnó · Valentina Gunina · Aleksandra Goriàtxkina · Olga Girya | R.P. de la Xina · Ju Wenjun · Tan Zhongyi · Zhao Xue · Lei Tingjie · Guo Qi                                      | Geòrgia · Nana Dzagnidze · Lela Javakhishvili · Bela Khotenashvili · Nino Batsiashvili · Salome Melia |
| 2019 | Astana Detalls                     | R.P. de la Xina · Tan Zhongyi · Shen Yang · Huang Qian · Lei Tingjie · Ding Yixin                       | Rússia · Katerina Lahnó · Aleksandra Kosteniuk · Valentina Gunina · Aleksandra Goriàtxkina · Olga Girya          | Geòrgia · Bela Khotenashvili · Meri Arabidze · Lela Javakhishvili · Nino Batsiashvili · Salome Melia  |